# The Girl with the Dragon Tattoo
The Girl with the Dragon Tattoo é um filme de 2011 coproduzido por Estados Unidos, Suécia, Reino Unido e Alemanha, baseado no romance sueco Män som hatar kvinnor, de Stieg Larsson. O filme foi dirigido por David Fincher, com roteiro de Steven Zaillian, tendo sido estrelado por Daniel Craig, como Mikael Blomkvist, e Rooney Mara, como Lisbeth Salander.
O thriller se passa na Suécia e conta a história da missão do jornalista Mikael Blomkvist: descobrir o que acontecera com uma adolescente desaparecida havia 40 anos. Para isso, ele recebe a ajuda da hacker Lisbeth Salander, uma jovem misteriosa e problemática.
O esforço dos produtores Michael Lynton e Amy Pascal, da Sony Pictures Entertainment, para a produção do filme começou em 2009. O estúdio demorou alguns meses para conseguir os direitos do romance, período em que eles contrataram Zaillian e Fincher. O processo de seleção do elenco para os papéis principais foi longo; Craig inicialmente tinha problemas de cronograma, enquanto várias atrizes faziam testes para o papel de Lisbeth Salander. O roteiro demorou seis meses para ficar pronto, incluindo três meses apenas de análise do romance. Com um orçamento de 90 milhões de dólares, as filmagens ocorreram na Suécia, Suíça e Noruega durante sete meses.
Pré-estreias ocorreram em Londres, Nova Iorque e Estocolmo. O filme foi bem recebido pela crítica, que aprovou seu tom sombrio e melancólico, e as interpretações de Craig e Mara também foram muito elogiadas.  Além de ter sido incluído em listas de melhores filmes do ano, foi indicado a prêmios como Globo de Ouro e Oscar de melhor atriz (para Rooney Mara), tendo afinal obtido o Oscar de melhor edição. O filme arrecadou de 232,6 milhões de dólares de bilheteria.
Uma sequência baseada no quarto livro da série Millennium, The Girl in the Spider's Web, foi lançada em 2018.

## Enredo
Mikael Blomqvist, dono da revista Millennium, perdeu um caso de difamação contra ele iniciado pelo empresário desonesto Hans-Erik Wennerström. Lisbeth Salander, uma pesquisadora e hacker brilhante, mas perturbada, fez uma extensa pesquisa pessoal em Blomqvist para o magnata sueco Henrik Vanger, que tem uma missão especial para ele. Em troca de informações condenatórias contra Wennerström, Blomqvist concorda em se mudar para um pequeno chalé na propriedade de Vanger para investigar o desaparecimento e suposto assassinato da sobrinha do homem, Harriet, quarenta anos antes. Blomqvist descobre um caderno com uma lista de nomes e números que ninguém conseguiu decifrar.
Salander, que está em tutela jurídica do estado por incompetência mental, recebe um novo tutor, o advogado Nils Bjurman. Ele abusa de sua autoridade para extorquir favores sexuais dela, estuprando-a posteriormente, sem perceber que Salander havia escondido uma câmera em sua mochila. Ela reconquista o controle de sua vida ao chantagear Bjurman, depois de derrubá-lo com um taser, estuprá-lo com um vibrador e marcá-lo como um estuprador com uma tatuagem na barriga.
A filha de Blomqvist lhe faz uma visita e percebe que os números no caderno são referências bíblicas. Blomqvist diz ao associado de Vanger que precisa de ajuda em sua pesquisa, e ele recomenda Salander baseado no excelente trabalho que ela fez na pesquisa sobre ele. Surpreso, ele contrata Salander para investigar o conteúdo do caderno. Ela descobre uma conexão com uma série de assassinatos de jovens judias que ocorreram de 1947 até 1967, fazendo com que Blomqvist mencione que os Vanger são anti-semitas. Durante a investigação, Blomqvist e Salander se tornam amantes. O irmão de Henrik, Harald, identifica Martin, irmão de Harriet e chefe do império da família, como um possível suspeito. Blomqvist e Salander continuam sua investigação, com Salander descobrindo conexões dentre os assassinatos com o pai de Martin e o próprio Martin.
Blomqvist invade a casa de Martin para procurar pistas, porém Martin pega ele e se prepara para matá-lo. Martin fala sobre seus crimes, porém nega ter matado Harriet. Salander chega, subjuga Martin e salva Blomqvist. Martin foge de carro e Salander o persegue com sua moto. Ele perde o controle na estrada escorregadia e morre na batida. Enquanto mais detalhes sobre a família Vanger emergem, Blomqvist deduz que Harriet recebeu ajuda de outro membro da família com uma identidade falsa, saindo da Suécia para fugir de Martin. Blomqvist confronta a verdadeira Harriet, que descreve abusos durante gerações na família Harriet e seu conhecimento do envolvimento de Martin na morte de seu pai. Ela explica que conseguiu escapar com a ajuda de sua prima Anita. Finalmente livre de seu irmão, graças a Blomqvist e Salander, ela retorna para a Suécia e se reúne com Henrik.
Como prometido, Henrik entrega a Blomqvist as informações sobre Wennerström, porém elas não são úteis. Salander responde ao hackear o computador de Wennerström e entregá-lo a Blomqvist com informações incriminadoras sobre suas atividades. As evidências destroem Wennerström e salvam a Millennium. Salander invade o computador de Wenneström e transfere dois bilhões de euros para sua própria conta secreta. Durante esse período, Wenneström é morto. Salander revela para seu amigo, e antigo tutor, que ela se aproximou de Blomqvist. No caminho para entregar a Blomqvist um presente de Natal, Salander o vê com sua amante e parceira de negócios, Erika Berger. De coração partido, ela joga o presente fora e vai embora de moto.

## Elenco
- Daniel Craig como Mikael Blomkvist
- Rooney Mara como Lisbeth Salander
- Christopher Plummer como Henrik Vanger
- Stellan Skarsgård como Martin Vanger
- Steven Berkoff como Dirch Frode
- Robin Wright como Erika Berger
- Yorick van Wageningen como Nils Bjurman
- Joely Richardson como Harriet Vanger
- Bengt C. W. Carlsson como Holger Palmgren
- Goran Višnjić como Dragan Armansky
- Geraldine James como Cecilia Vanger
- Inga Landgré como Isabella Vanger
- Per Myrberg como Harald Vanger
- Mats Andersson como Gunnar Nilsson
- Eva Fritjofson como Anna Nygren
- Donald Sumpter como Gustaf Morell
- Elodie Yung como Miriam Wu
- Josefin Asplund como Pernilla Blomkvist
- Embeth Davidtz como Annika Blomkvist
- Ulf Friberg como Hans-Erik Wennerström
- Joel Kinnaman como Christer Malm

## Produção
O filme  é uma adaptação em língua inglesa do romance de 2005 Män som hatar kvinnor, de Stieg Larsson. Trata-se da segunda adaptação do romance para o cinema, depois do Män som hatar kvinnor, filme sueco de 2009 - o primeiro da trilogia Millennium.
No começo de 2010, o produtor Scott Rudin começou a desenvolver o projeto junto com a Columbia Pictures, apesar de a Paramount Pictures ter considerado uma adaptação em 2008, depois da editora Alfred A. Knopf ter publicado o romance nos Estados Unidos.
Em abril de 2010, Fincher assinou para dirigir a adaptação. Em julho, Daniel Craig foi escalado como Mikael Blomkvist, com opções para reprisar o papel em duas possíveis sequências. No mês seguinte, Rooney Mara foi escolhida para interpretar Lisbeth Salander; apesar do papel ter atraido a atenção de muitas atrizes, algumas retiraram seus nomes da consideração por outros compromissos e pelo baixo pagamento. As filmagens começaram em Estocolmo, Suécia, em setembro de 2010. Depois de oito semanas de filmagens, Jeff Cronenweth substituiu o diretor de fotografia original, Fredrik Bäckar. As filmagens depois foram para Zurique, Suiça, no início de dezembro de 2010, antes de uma pausa para o Natal. A produção retornou no Sony Studios e no Paramount Studios em Los Angeles, retornando para a Suécia na primavera. Em maio de 2011, a Metro-Goldwyn-Mayer se tornou uma das co-financiadoras do filme, colocando 20% do orçamento total e adquirindo alguns dos direitos televisivos internacionais.

### Trilha sonora
A trilha sonora de The Girl with the Dragon Tattoo foi criada por Trent Reznor e Atticus Ross, que anteriormente colaboraram com Fincher na trilha de The Social Network.

## Lançamento
The Girl with the Dragon Tattoo foi lançado na América do Norte no dia 21 de dezembro de 2011 na América do Norte. Sua estreia ocorreu em Londres, no dia 17 de dezembro.

### Recepção
The Girl with the Dragon Tattoo foi bem recebido pela crítica especializada. No site Rotten Tomatoes, o filme possui uma aprovação de 85%, baseado em 156 resenhas, com uma nota média de 7,7/10 e o consenso de "Brutal mas cativante, The Girl with the Dragon Tattoo é o resultado do trabalho de David Fincher em seu lúgebre melhor com o total comprometimento da estrela Rooney Mara". Por comparação, no agregador Metacritic, o filme possui o indíce de 71/100, baseado em 41 resenhas, indicando "críticas geralmente favoráveis". Mara recebeu a aclamação da crítica e foi nomeada para um Oscar de melhor atriz e um Globo de Ouro de melhor atriz em filme - drama.

### Prêmios
| Data da cerimônia       | Prêmio                                               | Categoria                          | Recipiente(s)                                          | Resultado |
| ----------------------- | ---------------------------------------------------- | ---------------------------------- | ------------------------------------------------------ | --------- |
| 1 de dezembro de 2011   | National Board of Review Awards                      | Melhor revelação                   | Rooney Mara (empatada com Felicity Jones)              | Venceu    |
| 5 de dezembro de 2011   | Washington D.C. Area Film Critics Association Awards | Melhor trilha sonora               | Trent Reznor e Atticus Ross                            | Indicado  |
| 19 de dezembro de 2011  | Chicago Film Critics Association Awards              | Melhor Trilha Sonora Original      | Trent Reznor e Atticus Ross                            | Indicado  |
| 19 de dezembro de 2011  | St. Louis Gateway Film Critics Association Awards    | Melhor Diretor                     | David Fincher                                          | Indicado  |
| 19 de dezembro de 2011  | St. Louis Gateway Film Critics Association Awards    | Melhor atriz                       | Rooney Mara                                            | Venceu    |
| 19 de dezembro de 2011  | St. Louis Gateway Film Critics Association Awards    | Melhor fotografia                  | Jeff Cronenweth                                        | Indicado  |
| 19 de dezembro de 2011  | St. Louis Gateway Film Critics Association Awards    | Melhor música                      | Trent Reznor e Atticus Ross                            | Indicado  |
| 19 de dezembro de 2011  | St. Louis Gateway Film Critics Association Awards    | Melhor cena                        | Blur Studio (pelos créditos principais)                | Venceu    |
| 23 de dezembro de 2011  | Oklahoma Film Critics Circle Awards                  | Melhor Filme                       | –                                                      | Indicado  |
| 5 de janeiro de 2012    | Central Ohio Film Critics Association Awards         | Melhor Filme                       | –                                                      | Indicado  |
| 5 de janeiro de 2012    | Central Ohio Film Critics Association Awards         | Melhor diretor                     | David Fincher                                          | Indicado  |
| 5 de janeiro de 2012    | Central Ohio Film Critics Association Awards         | Melhor roteiro adaptado            | Steven Zaillian                                        | Venceu    |
| 10 de janeiro de 2012   | Alliance of Women Film Journalists Awards            | Melhor Música ou Trilha Sonora     | Trent Reznor e Atticus Ross                            | Venceu    |
| 10 de janeiro de 2012   | Denver Film Critics Association Awards               | Melhor atriz                       | Rooney Mara                                            | Indicado  |
| 12 de janeiro de 2012   | Broadcast Film Critics Association Awards            | Melhor edição                      | Kirk Baxter e Angus Wall                               | Venceu    |
| 12 de janeiro de 2012   | Broadcast Film Critics Association Awards            | Melhor compositor                  | Trent Reznor e Atticus Ross                            | Indicado  |
| 15 de janeiro de 2012   | Golden Globe Awards                                  | Melhor atriz – filme dramático     | Rooney Mara                                            | Indicado  |
| 15 de janeiro de 2012   | Golden Globe Awards                                  | Melhor trilha sonora original      | Trent Reznor e Atticus Ross                            | Indicado  |
| 21 de janeiro de 2012   | Producers Guild of America Award                     | Melhor Produtor em Cinema          | Ceán Chaffin e Scott Rudin                             | Indicado  |
| 28 de janeiro de 2012   | Directors Guild of America Award                     | Melhor diretor em cinema           | David Fincher                                          | Indicado  |
| 12 de fevereiro de 2012 | American Society of Cinematographers Awards          | Melhor fotografia                  | Jeff Cronenweth                                        | Indicado  |
| 12 de fevereiro de 2012 | British Academy Film and Television Awards           | Melhor fotografia                  | Jeff Cronenweth                                        | Indicado  |
| 12 de fevereiro de 2012 | British Academy Film and Television Awards           | Melhor música original             | Trent Reznor e Atticus Ross                            | Indicado  |
| 19 de fevereiro de 2012 | Writers Guild of America Awards                      | Melhor roteiro adaptado            | Steven Zaillian                                        | Indicado  |
| 26 de fevereiro de 2012 | Oscars                                               | Melhor atriz                       | Rooney Mara                                            | Indicado  |
| 26 de fevereiro de 2012 | Oscars                                               | Melhor fotografia                  | Jeff Cronenweth                                        | Indicado  |
| 26 de fevereiro de 2012 | Oscars                                               | Melhor edição                      | Kirk Baxter e Angus Wall                               | Venceu    |
| 26 de fevereiro de 2012 | Oscars                                               | Melhor edição de som               | Ren Klyce                                              | Indicado  |
| 26 de fevereiro de 2012 | Oscars                                               | Melhor mixagem de som              | Ren Klyce, David Parker, Bo Persson e Michael Semanick | Indicado  |
| 3 de junho de 2012      | MTV Movie Awards                                     | Melhor Interpretação feminina      | Rooney Mara                                            | Indicado  |
| 3 de junho de 2012      | MTV Movie Awards                                     | Melhor revelação                   | Rooney Mara                                            | Indicado  |
| 3 de junho de 2012      | MTV Movie Awards                                     | Melhor transformação em tela       | Rooney Mara                                            | Indicado  |
| 7 de junho de 2012      | Kerrang! Awards                                      | Melhor filme                       | –                                                      | Indicado  |
| 26 de julho de 2012     | Saturn Awards                                        | Melhor filme de terror ou suspense | –                                                      | Venceu    |